# Durrenentzen
Durrenentzen [dyʁənɛntsən]  est une commune française située dans la circonscription administrative du Haut-Rhin et, depuis le 1er janvier 2021, dans le territoire de la Collectivité européenne d'Alsace, en région Grand Est.
Cette commune se trouve dans la région historique et culturelle d'Alsace.

## Géographie

### Localisation
Le village de Durrenentzen fait partie de la communauté de communes Pays Rhin-Brisach (communauté de communes du pays de Brisach avant la fusion intervenue le 1er janvier 2017) et se trouve dans la plaine alluviale du Rhin, à environ 12 kilomètres à vol d'oiseau de la ville de Colmar, et 5 kilomètres du fleuve. Son altitude moyenne est de 187 mètres. Le terrain de la commune est très plat.
Il est traversé dans sa partie nord par le canal de Colmar qui relie le chef-lieu du Haut-Rhin au canal du Rhône au Rhin et au Rhin lui-même par un embranchement de 5 kilomètres environ entre Biesheim et Kunheim.
La partie orientale du ban de la commune est boisée (forêt de feuillus). La plus grande surface est consacrée à la culture de maïs et de blé.
| Muntzenheim |              | Artzenheim  |
|             | Durrenentzen | Baltzenheim |
| Urschenheim |              | Kunheim     |

### Hydrographie

#### Réseau hydrographique
La commune est dans le bassin versant du Rhin au sein du bassin Rhin-Meuse. Elle est drainée par le canal de Colmar,.
Le canal de Colmar, d'une longueur de 14 km, est un canal, chenal non navigable qui relie la commune de Kunheim à Artzenheim, où il se jette dans le canal du Rhône au Rhin. 

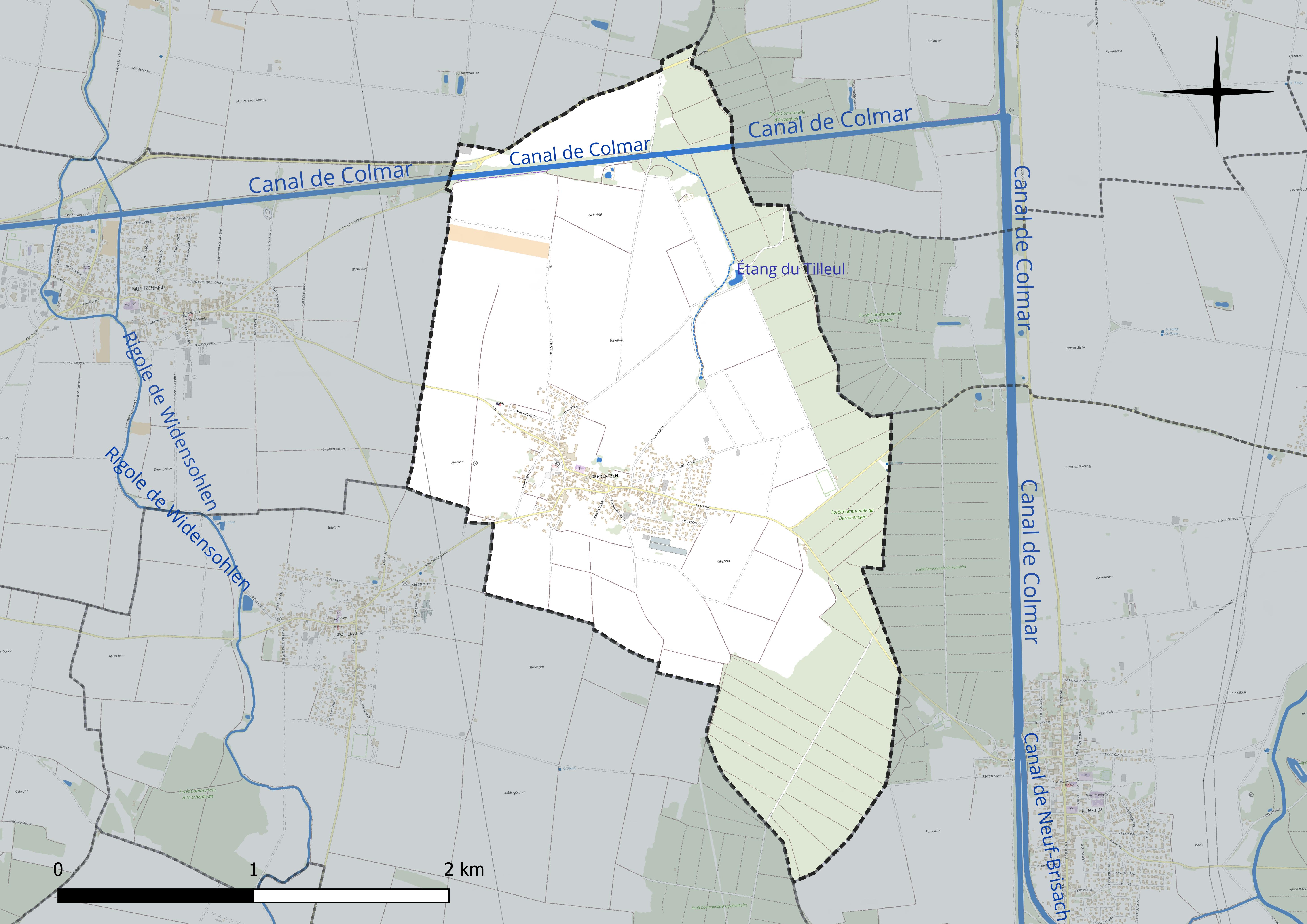
Réseau hydrographique de Durrenentzen.

Un plan d'eau complète le réseau hydrographique : l'étang du Tilleul (0,3 ha),.

#### Gestion et qualité des eaux
Le territoire communal est couvert par le schéma d'aménagement et de gestion des eaux (SAGE) « Ill Nappe Rhin ». Ce document de planification concerne la nappe phréatique rhénane, les cours d'eau de la plaine d'Alsace et du piémont oriental du Sundgau, les canaux situés entre l'Ill et le Rhin et les zones humides de la plaine d'Alsace. Le périmètre s’étend sur 3 596 km2. Il a été approuvé le 17 janvier 2005. La structure porteuse de l'élaboration et de la mise en œuvre est la région Grand Est. 
La qualité des cours d’eau peut être consultée sur un site dédié géré par les agences de l’eau et l’Agence française pour la biodiversité. 

### Climat
Pour des articles plus généraux, voir Climat du Grand Est et Climat du Haut-Rhin.
En 2010, le climat de la commune est de type climat océanique altéré, selon une étude du Centre national de la recherche scientifique s'appuyant sur une série de données couvrant la période 1971-2000. En 2020, Météo-France publie une typologie des climats de la France métropolitaine dans laquelle la commune est exposée à un climat semi-continental et est dans la région climatique  Alsace, caractérisée par une pluviométrie faible, particulièrement en automne et en hiver, un été chaud et bien ensoleillé, une humidité de l’air basse au printemps et en été, des vents faibles et des brouillards fréquents en automne (25 à 30 jours). 
Pour la période 1971-2000, la température annuelle moyenne est de 10,5 °C, avec une amplitude thermique annuelle de 17,8 °C. Le cumul annuel moyen de précipitations est de 611 mm, avec 7,7 jours de précipitations en janvier et 9,2 jours en juillet. Pour la période 1991-2020, la température moyenne annuelle observée sur la station météorologique de Météo-France la plus proche, « Colmar-Inra », sur la commune de Colmar à 11 km à vol d'oiseau, est de 11,3 °C et le cumul annuel moyen de précipitations est de 558,0 mm. 
La température maximale relevée sur cette station est de 39,6 °C, atteinte le 13 août 2003 ; la température minimale est de −22,5 °C, atteinte le 22 février 1986,,. 
Les paramètres climatiques de la commune ont été estimés pour le milieu du siècle (2041-2070) selon différents scénarios d'émission de gaz à effet de serre à partir des nouvelles projections climatiques de référence DRIAS-2020. Ils sont consultables sur un site dédié publié par Météo-France en novembre 2022.

## Urbanisme

### Typologie
Au 1er janvier 2024, Durrenentzen est catégorisée petite ville, selon la nouvelle grille communale de densité à sept niveaux définie par l'Insee en 2022.
Elle est située hors unité urbaine. Par ailleurs la commune fait partie de l'aire d'attraction de Colmar, dont elle est une commune de la couronne,. Cette aire, qui regroupe 95 communes, est catégorisée dans les aires de 50 000 à moins de 200 000 habitants,.

### Occupation des sols
L'occupation des sols de la commune, telle qu'elle ressort de la base de données européenne d’occupation biophysique des sols Corine Land Cover (CLC), est marquée par l'importance des territoires agricoles (63,9 % en 2018), en diminution par rapport à 1990 (65,3 %). La répartition détaillée en 2018 est la suivante : 
terres arables (63,9 %), forêts (27,9 %), zones urbanisées (8,2 %). L'évolution de l’occupation des sols de la commune et de ses infrastructures peut être observée sur les différentes représentations cartographiques du territoire : la carte de Cassini (XVIIIe siècle), la carte d'état-major (1820-1866) et les cartes ou photos aériennes de l'IGN pour la période actuelle (1950 à aujourd'hui).

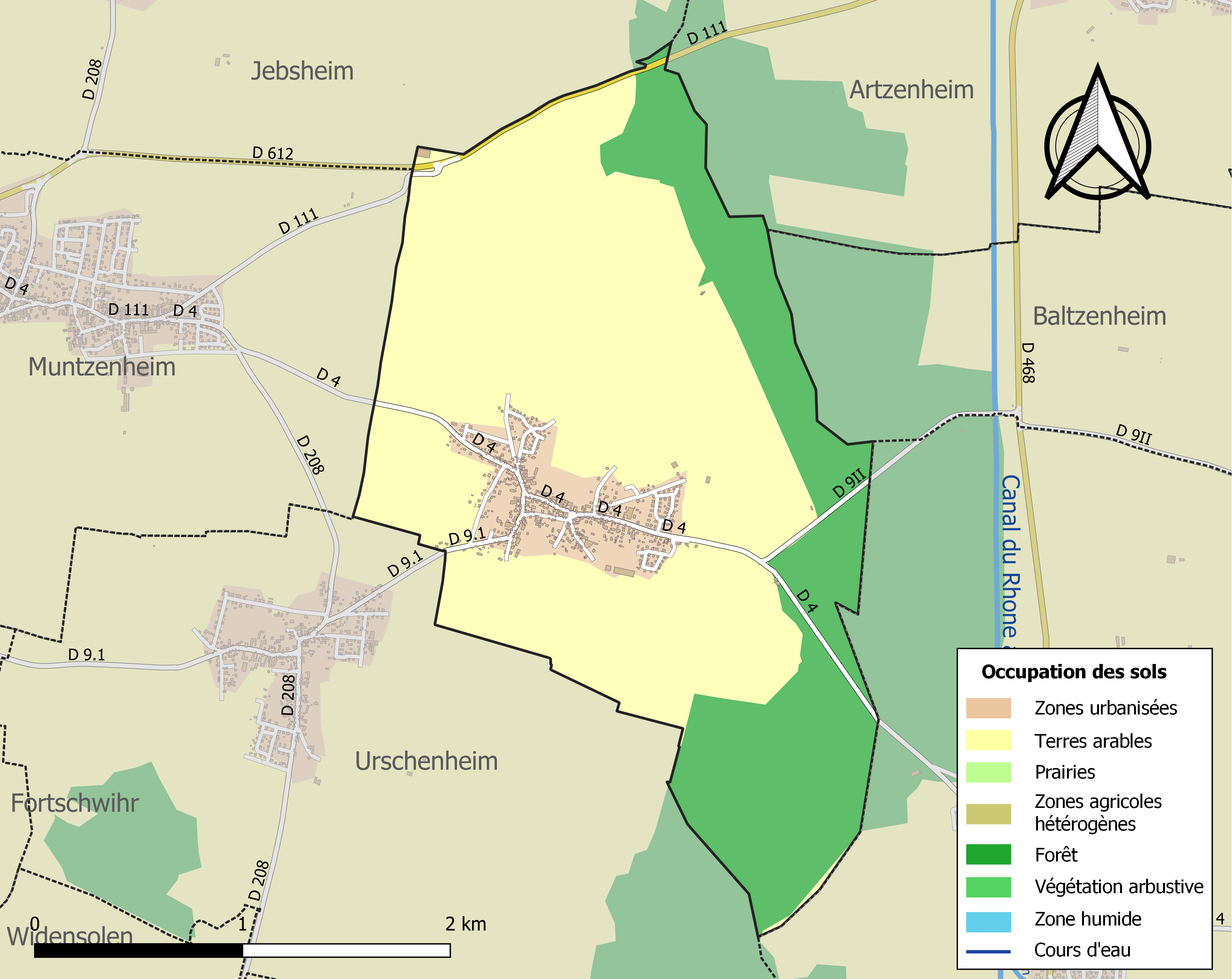
Carte des infrastructures et de l'occupation des sols de la commune en 2018 (CLC).

### Voies de communication et transports
Vingt kilomètres de pistes cyclables ont été aménagés par le département du Haut-Rhin et par la communauté de communes Pays Rhin-Brisach dans le cadre du schéma départemental. Ces vingt kilomètres comprennent un tronçon de la « Véloroute Rhin », itinéraire européen qui va de la source du Rhin à Andermatt à Rotterdam.
En plus de ce réseau, il existe aussi de nombreux itinéraires balisés sur des voies communales ou départementales. Un inventaire a été réalisé en août 2008 afin de recenser toutes ces liaisons cyclables.

## Histoire

### Antiquité
Dans l’Antiquité, le territoire de la commune est traversé par la voie romaine connectant le vicus d'Oedenburg à la plus grande voie dite Heidenstraesse (de). En décembre 1983, un atelier de forgeron, qui se trouvait probablement en bordure de cette route, a été découvert dans la partie sud de la commune

### Moyen Âge
Petite localité de l'extrême nord de la Hardt, elle ne fut mentionnée que tardivement vers 1300 sous la dénomination de Einsinsheim et sous le nom de Dürren Enszheim en 1456. Le nom indique une région sèche et pauvre en eau. En 1793, le nom du village est Dürenentzen ; en 1801, Durreneutzheim.

### Seconde Guerre mondiale
La commune a été décorée, le 12 février 1949, de la croix de guerre 1939-1945.
Elle a donné le nom de François d'Humières à l'une de ses rues et a rendu hommage aux soldats du bataillon de choc morts au combat du 31 janvier 1945, lors de la cérémonie du 70e anniversaire organisée le 31 janvier 2015. En février 2015, M. le maire a remis aux Anciens un cadre contenant une enveloppe timbrée avec le cachet fait spécialement pour le 70e anniversaire de Durrenentzen,.

## Politique et administration

### Découpage territorial
La commune de Durrenentzen est membre de la communauté de communes Pays Rhin-Brisach, un établissement public de coopération intercommunale (EPCI) à fiscalité propre créé le 9 juin 2016 dont le siège est à Volgelsheim. Ce dernier est par ailleurs membre d'autres groupements intercommunaux.
Sur le plan administratif, elle est rattachée à l'arrondissement de Colmar-Ribeauvillé, à la circonscription administrative de l'État du Haut-Rhin, en tant que circonscription administrative de l'État, et à la région Grand Est. 
Sur le plan électoral, elle dépendait jusqu'en 2020 du  canton d'Ensisheim pour l'élection des conseillers départementaux au sein du conseil départemental du Haut-Rhin. Depuis le 1er janvier 2021, elle dépend du même canton pour l'élection des conseillers d'Alsace au sein de la collectivité européenne d'Alsace.

### Liste des maires
| Période                                  | Période                   | Identité                                 | Étiquette | Qualité |
| ---------------------------------------- | ------------------------- | ---------------------------------------- | --------- | ------- |
| mars 1965                                | juin 1995                 | Henri Kreyenbuhl                         |           |         |
| juin 1995                                | mars 2001                 | Jean-Louis Wininger                      |           |         |
| mars 2001                                | mars 2014                 | Paul Walter                              |           |         |
| mars 2014                                | En cours (au 31 mai 2020) | Paul Bass Réélu pour le mandat 2020-2026 |           |         |
| Les données manquantes sont à compléter. |                           |                                          |           |         |

### Finances locales
En 2015, les finances communales était constituées ainsi :
- total des produits de fonctionnement : 439 000 €, soit 464 € par habitant ;
- total des charges de fonctionnement : 301 000 €, soit 318 € par habitant ;
- total des ressources d’investissement : 229 000 €, soit 242 € par habitant ;
- total des emplois d’investissement : 69 000 €, soit 73 € par habitant ;
- endettement : 417 000 €, soit 441 € par habitant.

Avec les taux de fiscalité suivants :
- taxe d'habitation : 9,10 % ;
- taxe foncière sur le bâti : 11,08 % ;
- taxe foncière sur les propriétés non bâties : 55,49 % ;
- taxe additionnelle à la taxe foncière sur les propriétés non bâties : 0,00 % ;
- cotisation foncière des entreprises : 0,00 %.

## Population et société

### Démographie
L'évolution du nombre d'habitants est connue à travers les recensements de la population effectués dans la commune depuis 1793. Pour les communes de moins de 10 000 habitants, une enquête de recensement portant sur toute la population est réalisée tous les cinq ans, les populations de référence des années intermédiaires étant quant à elles estimées par interpolation ou extrapolation. Pour la commune, le premier recensement exhaustif entrant dans le cadre du nouveau dispositif a été réalisé en 2004.

En 2022, la commune comptait 1 059 habitants, en évolution de +20,48 % par rapport à 2016 (Haut-Rhin : +0,66 %, France hors Mayotte : +2,11 %).
| 1793 | 1800 | 1806 | 1821 | 1831 | 1836 | 1841 | 1846 | 1851 |
| ---- | ---- | ---- | ---- | ---- | ---- | ---- | ---- | ---- |
| 233  | 229  | 280  | 300  | 557  | 526  | 556  | 541  | 627  |

| 1856 | 1861 | 1866 | 1871 | 1875 | 1880 | 1885 | 1890 | 1895 |
| ---- | ---- | ---- | ---- | ---- | ---- | ---- | ---- | ---- |
| 590  | 650  | 593  | 549  | 532  | 532  | 504  | 474  | 495  |

| 1900 | 1905 | 1910 | 1921 | 1926 | 1931 | 1936 | 1946 | 1954 |
| ---- | ---- | ---- | ---- | ---- | ---- | ---- | ---- | ---- |
| 441  | 476  | 423  | 403  | 402  | 389  | 349  | 343  | 325  |

| 1962 | 1968 | 1975 | 1982 | 1990 | 1999 | 2004 | 2006 | 2009 |
| ---- | ---- | ---- | ---- | ---- | ---- | ---- | ---- | ---- |
| 327  | 342  | 427  | 567  | 584  | 689  | 824  | 868  | 940  |

| 2014 | 2019 | 2022  | - | - | - | - | - | - |
| ---- | ---- | ----- | - | - | - | - | - | - |
| 890  | 964  | 1 059 | - | - | - | - | - | - |

Le triplement de la population en 45 ans (+ 280 % entre 1962 et 2006) peut s'expliquer par l'aménagement de lotissements pavillonnaires à chaque entrée du village (rue de la 1re armée française, direction Urschenheim ; rue du Noyer, direction Kunheim ; rue de l'Ill, direction Muntzenheim), réalisés en plusieurs tranches à la suite de l'industrialisation de la plaine du Rhin dans le secteur Biesheim-Kunheim (aluminium, papier-cartonnages) au cours des années 1970-1980. Plus récemment, le développement de la ville de Colmar a entraîné un mouvement de population vers la campagne environnante.
En alsacien, la commune est appelée « Der(e)nanza » et les habitants sont des « Der(e)nanzemer ».

## Économie
Dès sa création, dans un contexte de développement industriel et urbain mais également à la suite de la construction du Grand canal d'Alsace, le SIVOM Pays de Brisach a mis en place des actions et des partenariats avec les acteurs de son territoire.
Il est membre du Port rhénan de Colmar - Neuf‑Brisach (la Chambre de commerce et d'industrie de Colmar et du Centre-Alsace est chargée de la gestion des équipements du Port rhénan de Colmar - Neuf-Brisach), et du Grand Pays de Colmar.
Il coopère à de nombreux dossiers avec la ville de Breisach-am-Rhein, en particulier dans le domaine du tourisme et des loisirs.

## Culture locale et patrimoine

### Lieux et monuments

#### Église Saint-Blaise (1847)

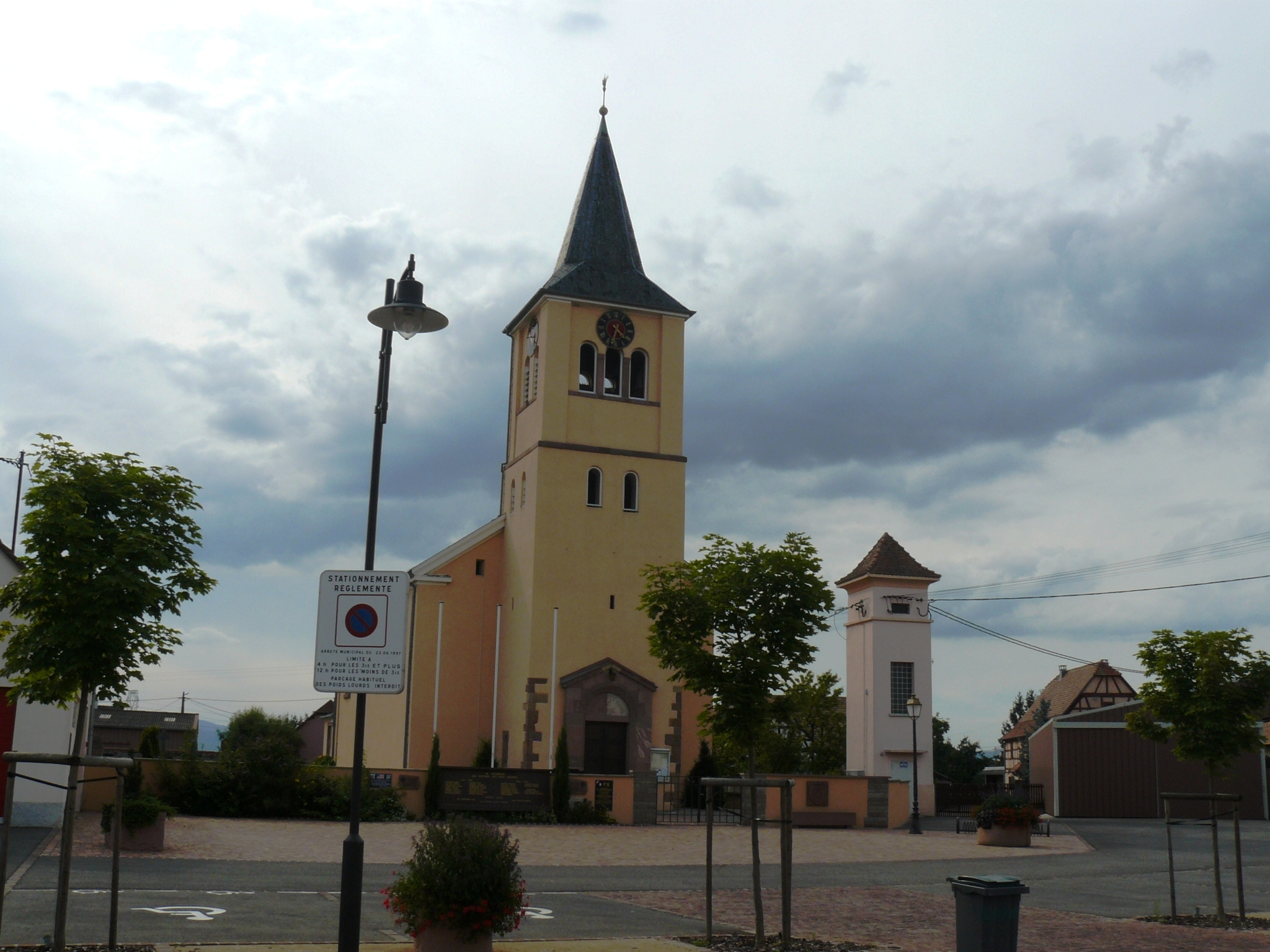
Église Saint-Blaise.

L'église construite en 1848, au centre du village, place Jacques-Courant, conserve un clocher de style roman ainsi qu'un porche en grès des Vosges, comportant une inscription en allemand que l'on trouve sur plusieurs autres temples protestants d'Alsace.

« Ehre sei Gott in der Höhe » (Gloire à Dieu au plus haut des cieux).
En 1687, le simultaneum est imposé par Louis XIV. L'église dédiée à saint Blaise sert donc aux deux cultes.
L'église est très banale sur le plan de l'architecture extérieure mais a la particularité d'être un simultanéum c’est-à-dire un lieu de culte utilisé à la fois par les protestants et les catholiques. Reconstruite au XIXe siècle, elle conserve un clocher roman de l'église primitive.
L'orgue actuel a été réalisé par Gebrüder Link en 1900,.
Le village de Durrenentzen, de tradition protestante, a toujours eu des catholiques dans sa population de façon très minoritaire. Le village a vécu les conflits dus à la Réforme protestante et à la Contre-Réforme. Après la guerre de Trente Ans, Louvois, alors intendant de Louis XIV, ordonna en 1687 la réquisition de l'église au bénéfice des catholiques. L'église étant sans entretien et aucune des deux confessions ne voulant en assumer la charge, le bâtiment fut peu à peu laissé à l'abandon.
Restaurée en 1738, l'église accueille encore de nos jours les deux confessions du village et des environs. Durrenentzen reste l'une des quelque 50 localités d'Alsace dotées d'une église simultanée.

#### Fermes et grange desXVIIesiècleetXVIIIesiècle
Fermes et grange située rues du 1er-Bataillon-de-Choc et 1ère-Armée-Française,,.

#### Mairie (XIXesiècle)
Mairie du XIXe siècle, avec son perron refait au XXe siècle.

#### Monument aux morts
- Le monument aux morts[41] pour les deux guerres mondiales[42].

### Personnalités liées à la commune
- François d'Humières (1922-1945), résistant, Compagnon de la Libération, sous-lieutenant du 3ème Choc, mort pour la France le 31 janvier 1945, à Durrenentzen.

### Héraldique
| Blason de Durrenentzen | Les armes de Durrenentzen se blasonnent ainsi : « D'or à la roue de voiture à huit rais de sable surmontée d'une ramure de cerf de même posée en fasce. » La roue était l'emblème de Durrenentzen. La ramure rappelle la longue appartenance du village aux comtes de Wurtemberg. |